# Ignasi Segarra i Bañeres
Ignasi Segarra i Bañeres (Albesa, Noguera, 22 de març de 1929 - Barcelona, 24 de maig de 2003) fou prevere de la Prelatura de l'Opus Dei i promotor, juntament a un grup de dos arquitectes, de l'obertura del procés de Beatificació de Gaudí el 10 de juny de 1992.
Segarra era doctor en Enginyeria Industrial i en Dret Canònic. Entre moltes importants aportacions, va treballar en Pastoral Universitària a Chicago i Boston (Estats Units), en Pastoral Obrera a Milwaukee (també als EUA) i com a professor d'Ètica a l'Institut d'Estudis Superiors de l'Empresa (IESE), a Barcelona. Va desenvolupar una tasca pastoral molt intensa a tot Catalunya i Andorra. Cal destacar que el doctor Segarra va dedicar una part de la seva vida als mitjans de comunicació. Per exemple, va dirigir la revista "AURA", una publicació dedicada a sords que li va permetre guanyar un premi Bravo de la Conferència Episcopal Espanyola. També va dirigir la revista "AVE MARÍA", va portar diversos programes de ràdio sobre qüestions religioses i va escriure, entre altres treballs, els llibres "Gente que hizo mucho" i "Buzón de respuestas". El maig de 2003, va concloure la part del procés corresponent a la diòcesi de Barcelona. Tanmateix, Segarra no va poder assistir a la cerimònia perquè es trobava greument malalt.